# Trofeo de los Alpes

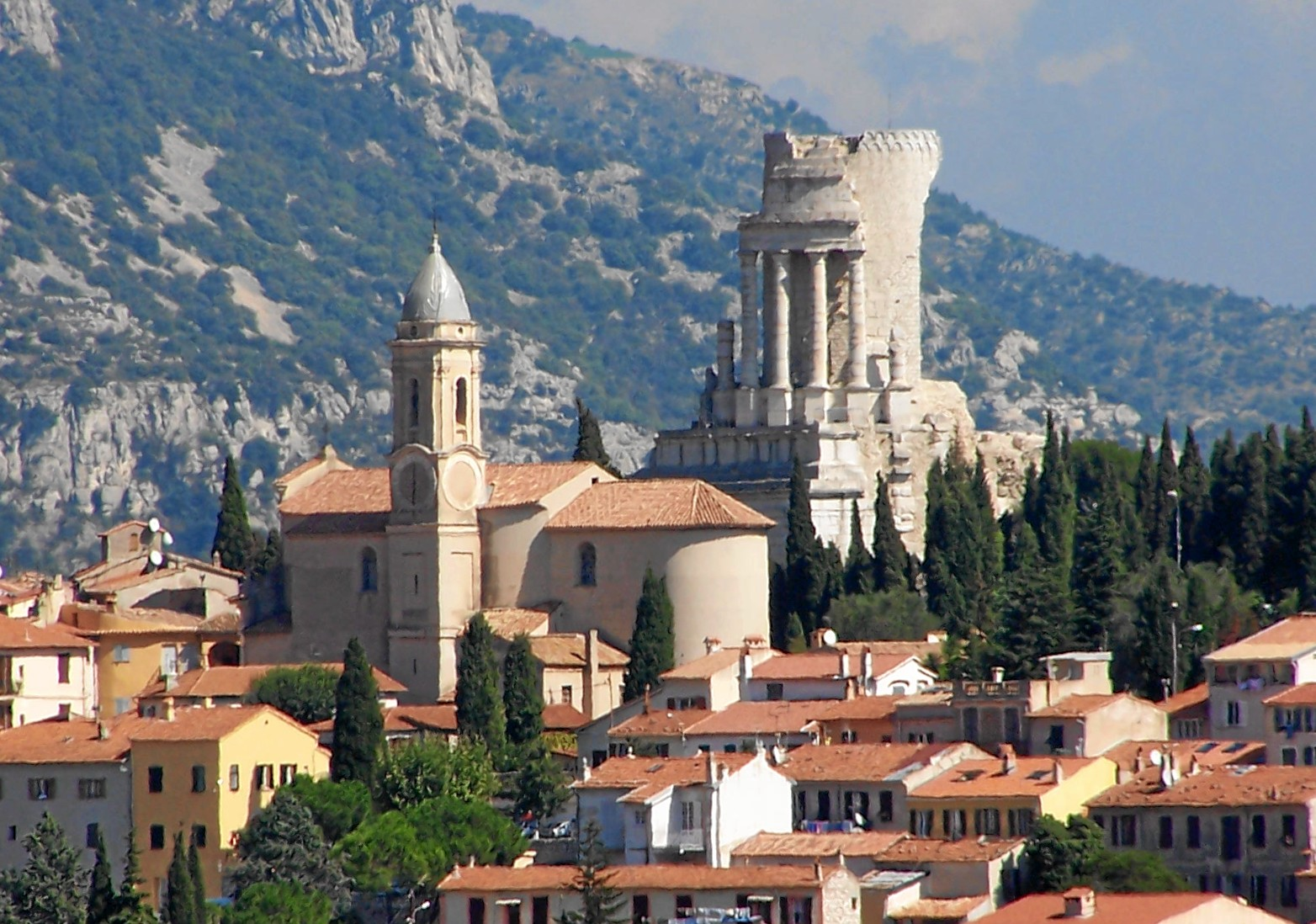
La Turbie y el Trofeo de los Alpes.

El Trofeo de los Alpes (en latín: Tropaeum Alpium) es un monumento romano levantado por Augusto en el actual municipio de La Turbie (departamento francés de los Alpes Marítimos) en un alto sobre el Principado de Mónaco. Su construcción fue ordenada por Augusto para celebrar su victoria definitiva sobre las antiguas tribus ligures que poblaban la región y que tenían la costumbre de asaltar a los comerciantes que utilizaban las vías romanas para transportar sus mercancías. Sobre una de las piedras de la torre aparece grabada la lista de estas tribus.
Este trofeo carecía de cualquier tipo de utilidad militar, únicamente servía para marcar la frontera entre la Italia romana y la provincia de la Galia Narbonense, frontera que más tarde sería trasladada al río Var.
Entre los siglos XII y XV, sin embargo, fue utilizado como fortaleza y se construyeron casas pegadas a la muralla exterior.
En 1705, durante la reanudación de la guerra entre Francia y Saboya, Luis XIV ordenó la destrucción de todas las fortalezas de la región y sus ingenieros volaron una parte del trofeo. Las piedras fueron utilizadas entonces como cantera y sirvieron, entre otras cosas, para construir la Iglesia de San Miguel de la localidad.

## Inscripción latina
Plinio el Viejo hizo una transcripción:

IMP · CAESARI DIVI FILIO AVG · PONT · MAX · IMP · XIIII · TR · POT · XVII · S · P · Q · R · QVOD EIVS DVCTV AVSPICIISQVE GENTES ALPINAE OMNES QVAE A MARI SVPERO AD INFERVM PERTINEBANT SVB IMPERIVM P · R · SVNT REDACTAE · GENTES ALPINAE DEVICTAE TRVMPILINI · CAMVNNI · VENOSTES · VENNONETES · ISARCI · BREVNI · GENAVNES · FOCVNATES · VINDELICORVM GENTES QVATTVOR · COSVANETES · RVCINATES · LICATES · CATENATES · AMBISONTES · RVGVSCI · SVANETES · CALVCONES · BRIXENETES · LEPONTI · VBERI · NANTVATES · SEDVNI · VARAGRI · SALASSI · ACITAVONES · MEDVLLI · CENNI · CATVRIGES · BRIGIANI · SOGIONTI · BRODIONTI · NEMALONI · EDENATES · VESVBIANI · VEAMINI · GALLITAE · TRIVLLATI · ECDINI · VERGVNNI · EGVITVRI · NEMATVRI · ORATELLI · NERVSI · VELAVNI · SVETRI

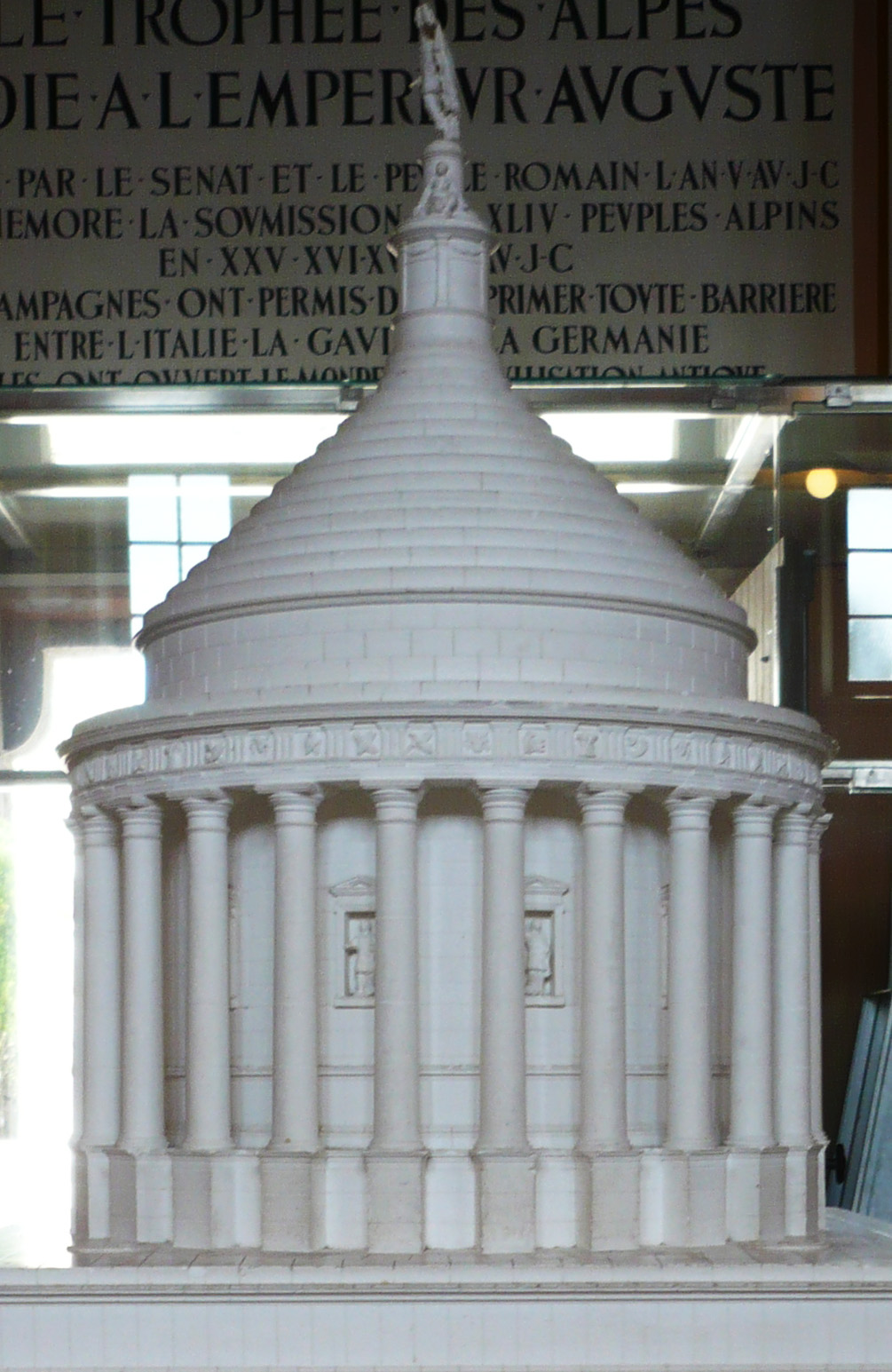
Reconstrucción del Trofeo, maqueta

« Al emperador César, hijo de Julio César, Augusto, Pontífice Máximo, emperador por la XIVª ocasión, en su XVIIº año de potestad tribunicia, Senado y Pueblo Romano han construido este monumento en conmemoración de que, bajo sus órdenes y auspicios, todos los pueblos alpinos, de la mar superior a la mar inferior, fueran sometidos al Imperio romano. Conquistó los pueblos alpinos de:
| · TRUMPILINI · CAMUNNI · VENOSTES · VENNONETES · ISARCI · BREUNI · GENAUNES · FOCUNATES · Las cuatro naciones de los VINDELICI: · COSUANETES · RUCINATES · LICATES · CATENATES | · AMBISONTES · RUGUSCI · SUANETES · CALUCONES · BRIXENETES · LEPONTII · UBERI · NANTUATES · SEDUNI · VERAGRI · SALASSI · ACITAUONES · MEDULLI | · UCENNI · CATURIGES · BRIGIANI · SOGIONTI · BRODIONTI · NEMALONI · EDENATES · VESUBIANI · VEAMINI · GALLITAE · TRIULLATI · ECDINI · VERGUNNI | · EGUITURI · NEMATURI · ORATELLI · NERUSI · VELAUNI · SUETRI» |